# Heinrich Haussler
Heinrich Haussler, född 25 februari 1984 i Inverell, New South Wales, är en tysk-australisk professionell tävlingscyklist som tävlar för Garmin-Barracuda sedan säsongen 2011. Han blev professionell 2005 för UCI ProTour-stallet Gerolsteiner.
Heinrich Haussler vann en etapp på Tour de France 2009.
Haussler växte upp i Inverell, Australien, men flyttade till släktingar Tyskland 1999 för att kunna fullfölja sina drömmar om att bli en professionell cyklist. Han bor numera i Freiburg im Breisgau där också cyklisterna Johannes Fröhlinger, Matthias Russ och Fabian Wegmann är bosatta.

## Karriär
Heinrich Haussler blev professionell 2005 med Gerolsteiner och samma år vann han en etapp på Vuelta a España.
Haussler tog fem segrar 2006, en etapp på Rheinland-Pfalz-Rundfahrt och två etappsegrar på Tour of Murica och likaså på Circuit Franco-Belge.
Den 29 april 2007 vann Haussler den femte etappen på Internationale Niedersachsen Rundfahrt.
I juni 2007 vann den då 23-årige cyklisten den första etappen på Critérium du Dauphiné Libéré.
Under säsongen 2008 slutade Haussler på nionde plats under Gent-Wevelgem. Senare samma år vann han etapp 5 på Bayern Rundfahrt. 

### 2009
Heinrich Haussler blev kontrakterad av Cervélo TestTeam inför säsongen 2009.
Haussler slutade trea på etapp 2 av Tour of Qatar 2009 efter Roger Hammond och Danilo Napolitano. Två dagar senare slutade han tvåa på etapp 4 efter britten Mark Cavendish. Haussler slutade trea på etapp 6 av tävlingen efter Cavendish och Robert Förster. De bra resultaten under tävlingens gång ledde till att Heinrich Haussler slutade tvåa i tävlingens slutställning bakom belgaren Tom Boonen. I mitten av februari vann han etapp 1 av Volta ao Algarve framför Dennis Van Winden och Koldo Fernandez. Han vann också etapp 5 av tävlingen. I mars vann han etapp 2 av Paris-Nice. Senare samma månad slutade han tvåa i Milano-Sanremo bakom Cavendish.
Haussler slutade tvåa på Flandern runt, 59 sekunder bakom segraren Stijn Devolder. Under International Bayern Rundfahrt slutade han tvåa på etapp 3 och 5 bakom André Greipel. Några dagar därpå slutade Heinrich Haussler återigen tvåa bakom André Greipel, men den gången på Neuseen Classics - Rund um die Braunkohle. Den sjätte juni vann Haussler GP Triberg Schwarzwald framför Jan Bakelants och Johannes Fröhlinger. Dagen därpå slutade han trea på GP Kanton Aargau bakom Peter Velits och Jan Bakelants.
I juli 2009 tog Heinrich Haussler sin första seger på Tour de France när han vann etapp 13 av tävlingen med över fyra minuter till tvåan Amets Txurruka. Haussler blev också utsedd till den mest offensive cyklisten under etapp 13 av tävlingen.
I augusti vann Heinrich Haussler etapp 5 av Tour du Poitou Charentes et de la Vienne. I tävlingens slutställning placerade han sig på en sjätte plats bakom Gustav Larsson, Brett Lancaster, David Le Lay, Nicolas Rousseau och Dries Devenyns.

## Stall
- Gerolsteiner 2005–2008
- Cervélo TestTeam 2009–2010
- Garmin-Barracuda 2011–2012
- IAM Cycling 2013–